# AJS G 10 racing
Die AJS G 10 racing ist ein Motorrad-Rennmodell aus dem Jahre 1926 des englischen Motorrad-Herstellers AJS.

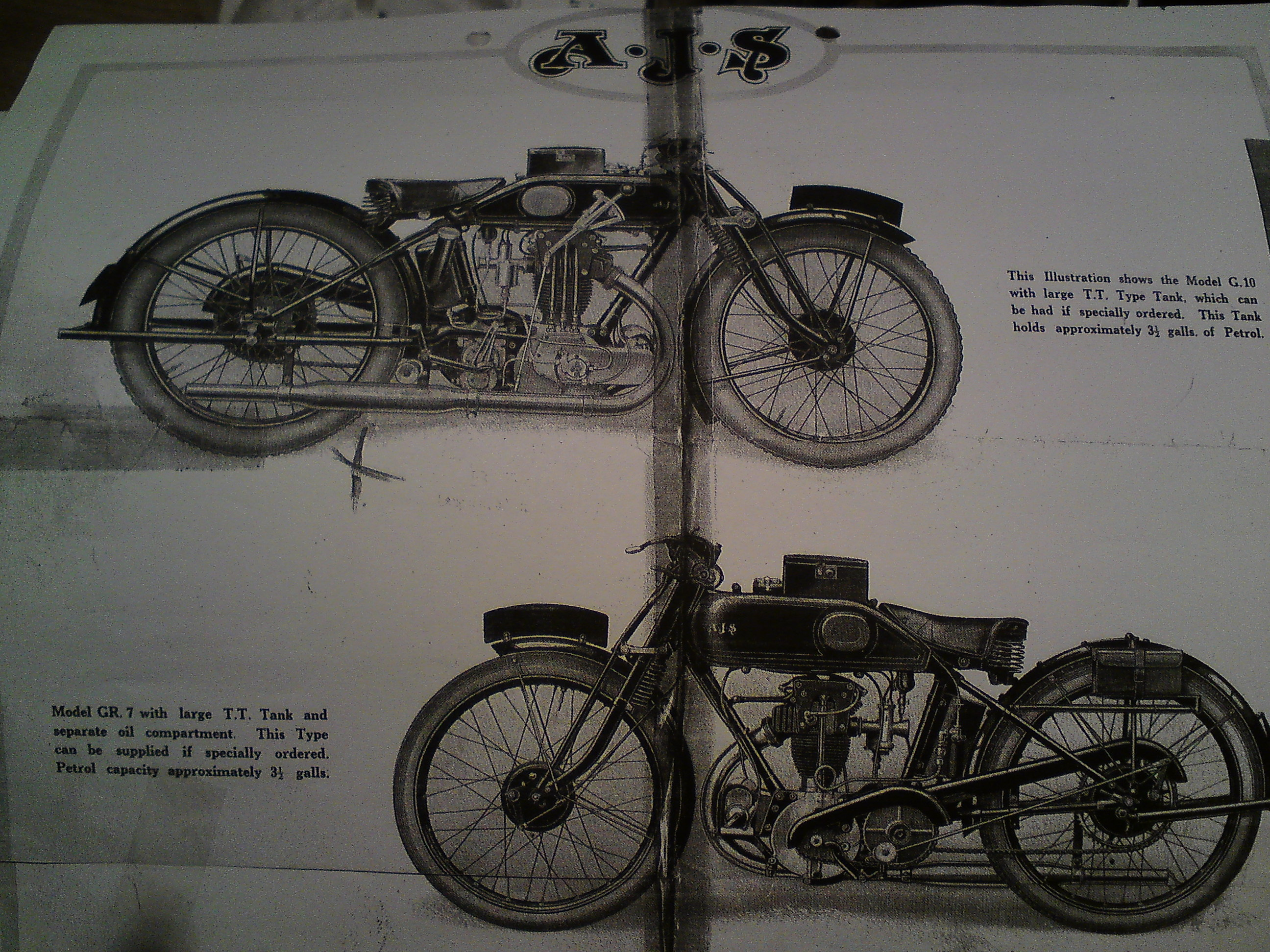

## Technische Daten
- 500 ccm Einzylinder ohv (kopfgesteuerte Ventile) mit Kipphebeln, Ventilfedertellern und Stoßstangen aus Aluminium
- Maximal belegte Durchschnittsgeschwindigkeit bei Rennen: über 140 km/hG 10 TT, ex Tommy Spann mit Werksrenngabel von 1928G 10 TT, ex Tommy Spann mit TT-Werkrenngabel von 1928

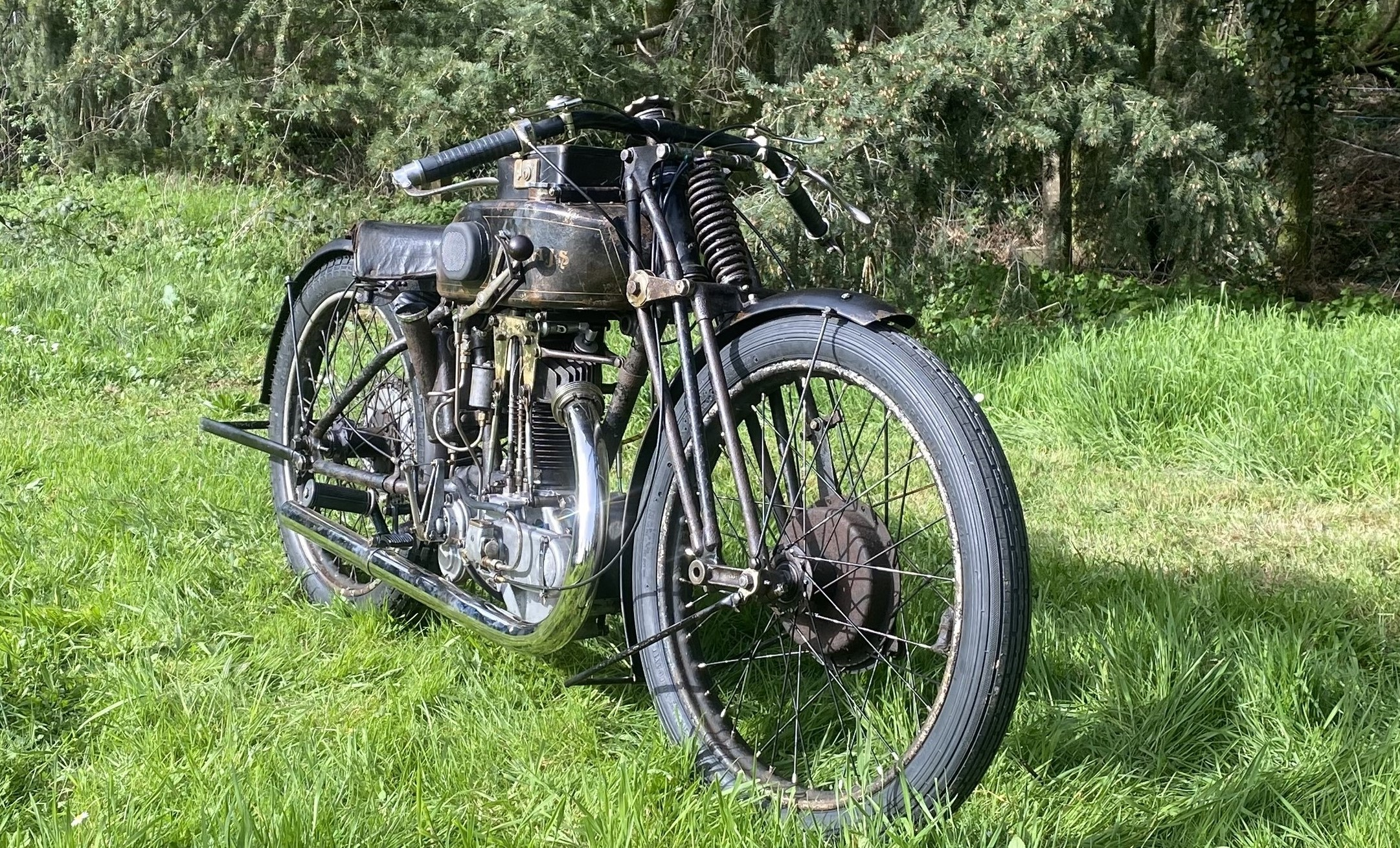
G 10 TT, ex Tommy Spann mit Werksrenngabel von 1928

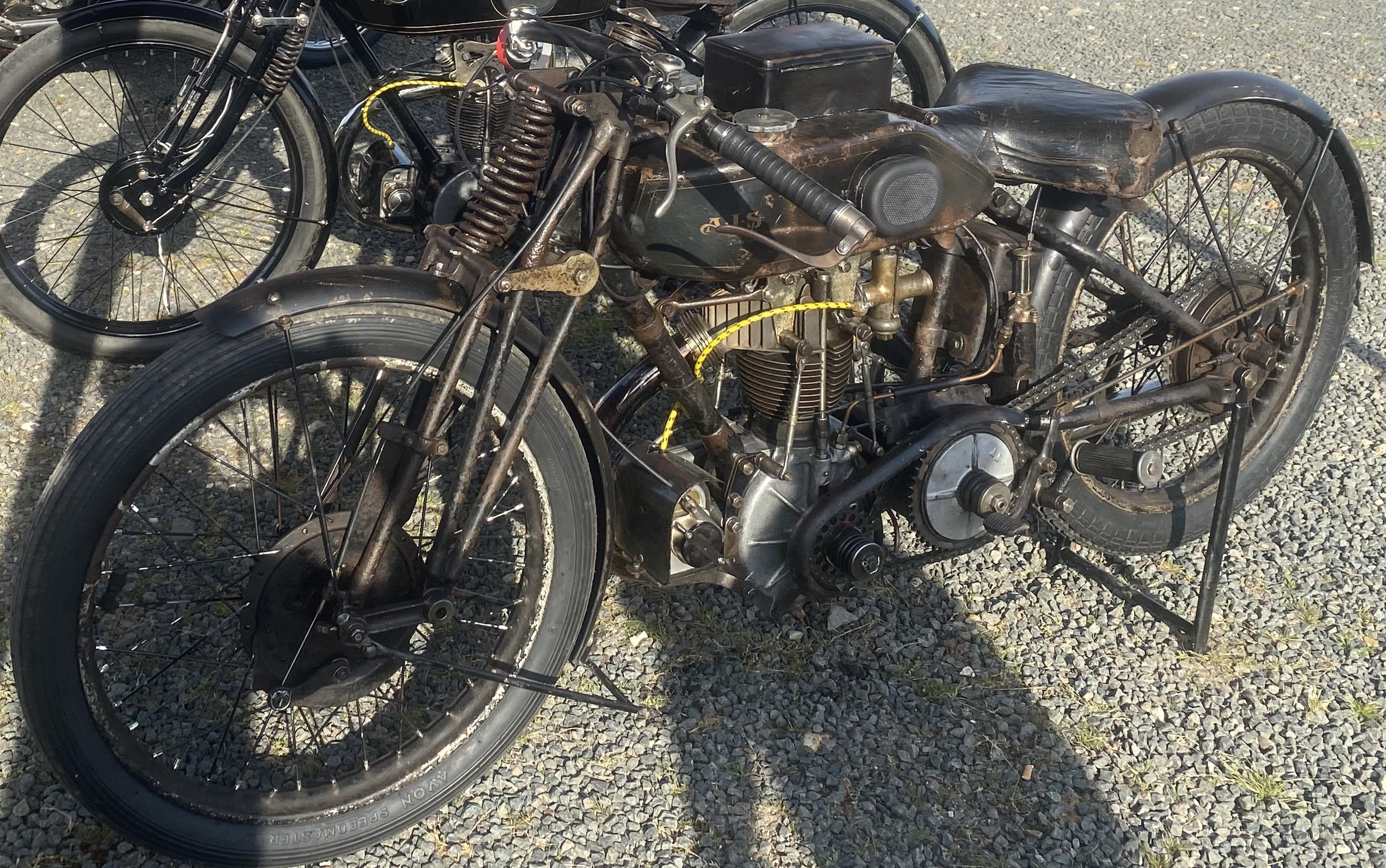
G 10 TT, ex Tommy Spann mit TT-Werkrenngabel von 1928

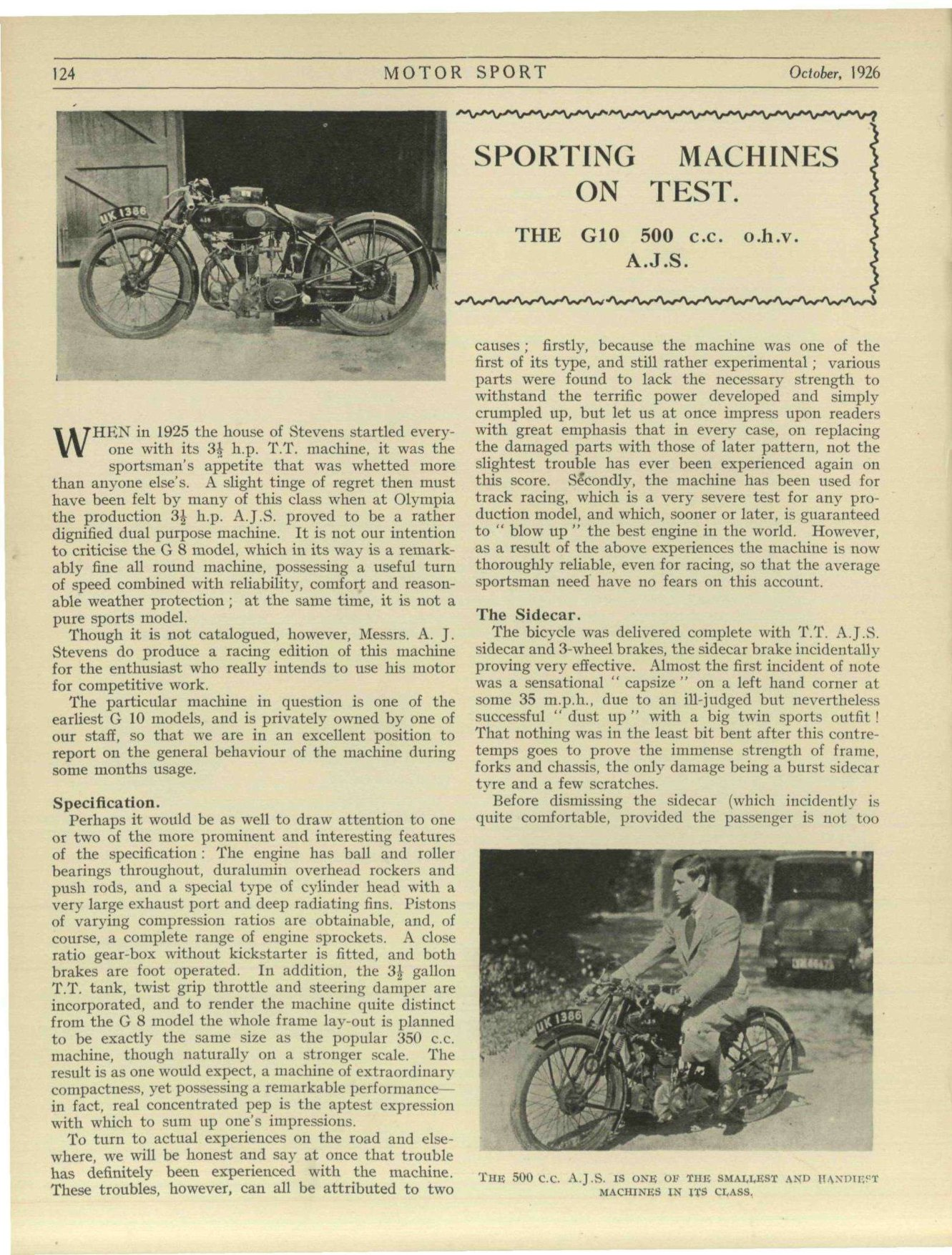

## Weblinks

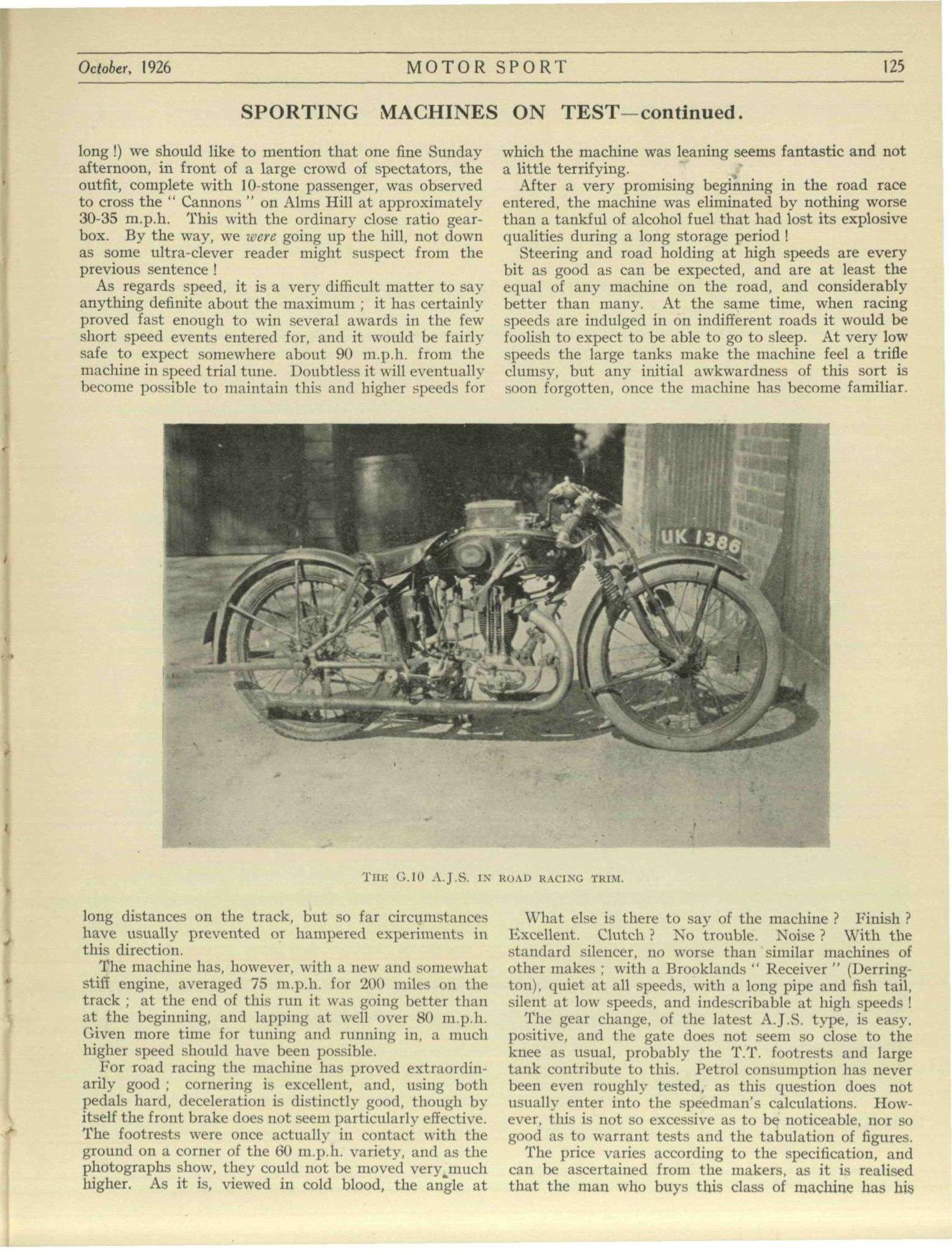